# Yukiko Kada
Yukiko Kada (嘉田 由紀子?), nacida el 18 de mayo de 1950, es una socióloga y mujer política japonesa, gobernadora de la prefectura de Shiga desde 2006. Diplomada de la Universidad de Kioto, es la primera presidenta del Partido del futuro del Japón, fundado en diciembre de 2012 con la perspectiva de las elecciones generales de este mismo mes. Su partido reúne unos 70 diputados y senadores, así que varios grupos ecologistas en favor del abandono de la energía nuclear. 